# 후설 (몸)
후설(後舌) 또는 뒤혀란 설첨과 설단을 제외한 혀의 나머지 부분을 삼등분했을 때 가장 뒷부분을 가리키는 말이다. 모음을 분류하는 기준 중 하나이며, 후설을 사용하여 조음하는 모음을 후설모음이라고 한다.